# Puerto Rondón
Puerto Rondón est une municipalité située dans le département d'Arauca, en Colombie.